# Халлисте (волость)
Халлисте (эст. Halliste) — бывшая волость в Эстонии, в составе уезда Вильяндимаа.
24 октября 2017 Каркси, Халлисте, Абья и Мыйзакюла вступили в новый волость Мульги.

## Положение
Площадь волости — 266,4 км², численность населения на 1 января 2010 года составляла 1697 человек.
Административный центр волости — посёлок Халлисте. Помимо этого, на территории волости находится 23 деревни: Эресте, Хыбемяэ, Каарли, Кальвре, Кулла, Мару, Мульги, Мыынасте, Найстевалла, Нигули, Порнусе, Пяйдре, Рая, Римму, Саксакюла, Саммасте, Тилла, Тооси, Ууе-Каристе, Вабаматси, Вана-Каристе, Юлемыйза.
До административной реформы самоуправлений Эстонии 2017 года в волость Халлисте входил посёлок Ыйзу.